# Carisbrooke Castle

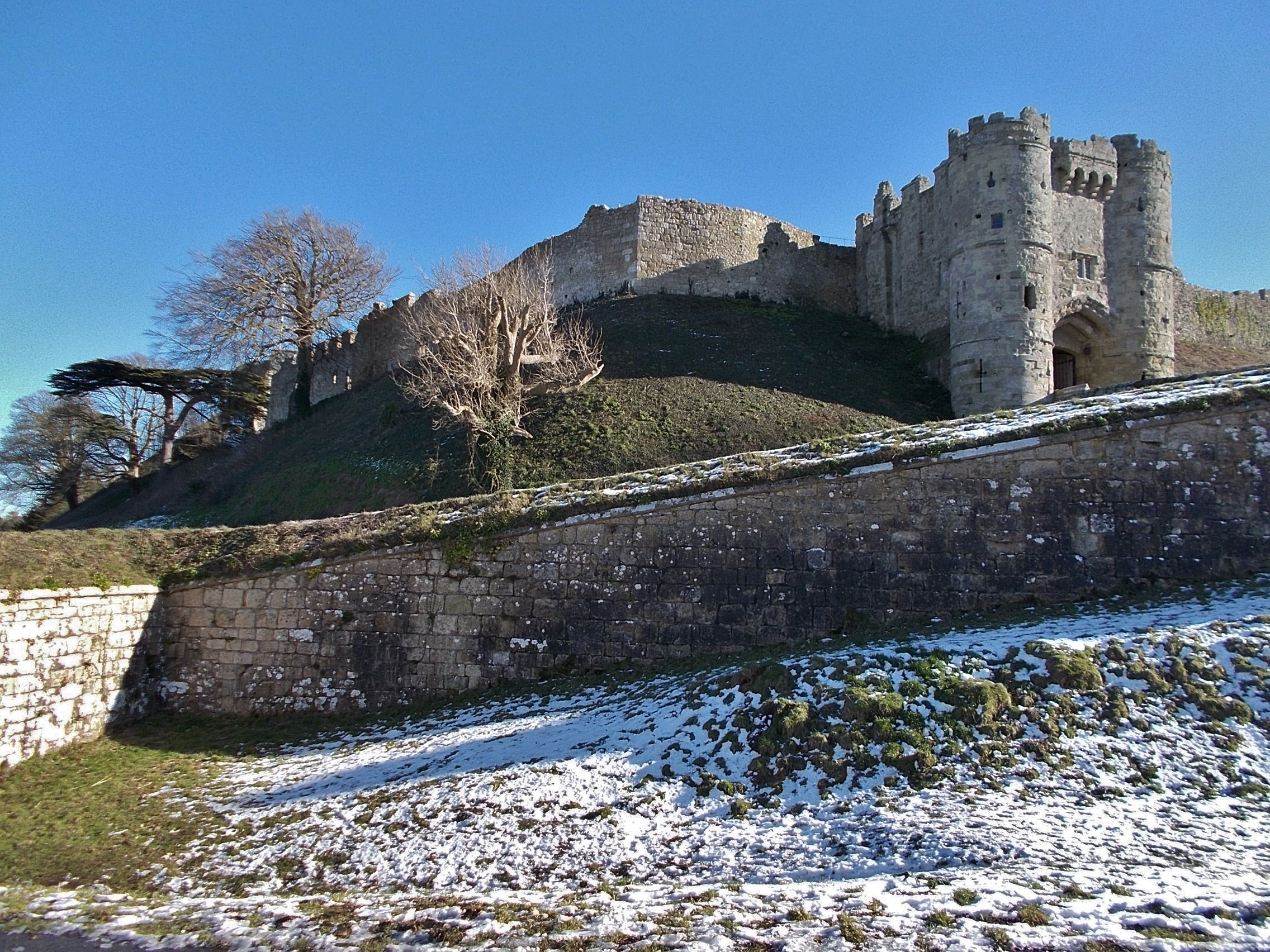
Poortgebouw en gording

Carisbrooke Castle is een gedeeltelijk ruïneus kasteel op een heuvel nabij Newport op het eiland Wight. De burcht werd omstreeks het jaar 1100, vermoedelijk door de Normandische ridder Richard de Redvers, gebouwd op een ouder Angelsaksisch fort, waarvan nog sporen zichtbaar zijn in de basis van het mottekasteel. Van 1262 tot 1293 was het kasteel eigendom van de machtige landeigenares gravin Isabella de Fortibus, die er haar hoofdresidentie van maakte. In de Tudorperiode diende Carisbrooke Castle als bolwerk tegen Spaanse aanvallen op zee en tijdens de Engelse Burgeroorlog als gevangenis voor Karel I van Engeland. Van 1913 tot 1938 bewoonde prinses Beatrice de burcht als gouverneur van Wight. Zij liet het kasteel gedeeltelijk restaureren en bouwde in 1904 een kapel ter nagedachtenis aan de terechtstelling van Karel I, die later het eerste oorlogsmonument van het eiland Wight werd.
De ridderzaal en het huis van de kasteelheer zijn intact. In de ridderzaal, die meerdere verdiepingen telt, is een museum ondergebracht. De donjon en de zestiende-eeuwse residentie van George Carey zijn ruïnes. Het poortgebouw is gedeeltelijk geruïneerd. Carisbrooke Castle wordt beheerd door English Heritage. Op het domein worden ezels gehouden.

## Beschrijving

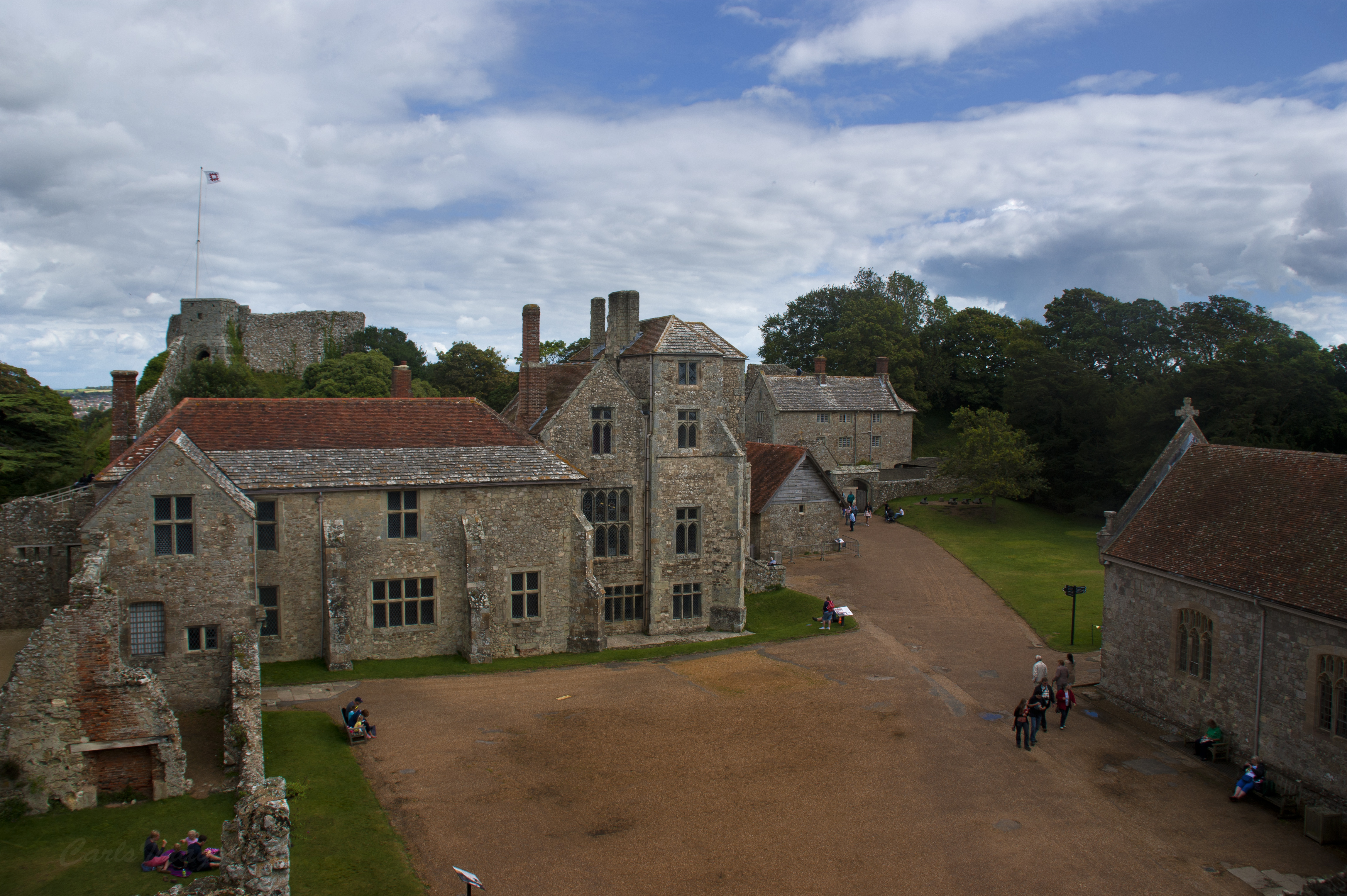
Vooraan: ridderzaal en Constable’s Lodging, links achteraan: donjon, rechts: Sint-Nicolaaskapel

Het kasteeldomein bevindt zich op een heuvel bij het dorp Carisbrooke. Het rechthoekige poorthuis stamt uit de tijd van Isabella de Fortibus, maar de twee cilindrische torens die de ingang flankeren, dateren uit 1335-1336. Waarschijnlijk had hier in de twaalfde eeuw reeds een houten poortgebouw gestaan. Anno 1380 werden de torens opgehoogd, wellicht als reactie op een Franse belegering in 1377. Het poortgebouw bevat schietgaten en op de mezekouw boven de ingang is het wapen van Anthony Woodville gekerfd, zwager van Eduard IV. De twee bovenverdiepingen zijn niet toegankelijk voor het publiek. Van 1898 tot 1951 bevond het museum van het eiland Wight zich in het poortgebouw.
De volledige gording om het kasteeldomein is begaanbaar. Oorspronkelijk was de donjon echter gescheiden van de rest van het domein en omringd door een gracht van vier meter diep. Deze donjon staat op een eigen motte en bezit een afzonderlijke gording, die waarschijnlijk door Baldwin de Redvers werd aangelegd. De ondergrond bestaat uit losse lagen kalksteen en was daardoor te zwak om een massieve toren te dragen; bijgevolg werd de donjon als een holle schil uitgevoerd, met enkele vertrekken die binnenin tegen de wand aanleunden. Ook deze constructie moest echter in latere eeuwen met steunberen verstevigd worden. Er zijn aanwijzingen dat de donjon als woonruimte werd gebruikt. Hij bevatte een waterput van ten minste 48 meter diep, die desalniettemin in 1136 opdroogde aangezien het water door de kalksteen wegsijpelde. Hierdoor was Baldwin de Redvers genoopt het kasteel over te leveren aan koning Stefanus, die het belegerde. In de muren zijn sporen van ovens te zien.
Onder de binnenplaats zijn sporen van houten gebouwen en een Angelsaksische begraafplaats aangetroffen. Kort na de Normandische verovering in 1066 werden op het terrein twee parallelle grachten gegraven, die de noordoostelijke hoek van het Angelsaksische fort isoleerden van de rest van het domein.
De ridderzaal staat centraal tegen de westelijke rand van het kasteeldomein. Aangenomen wordt dat Isabella de Fortibus de opdrachtgever was. Aanvankelijk telde de zaal slechts één verdieping. Een grote open haard werd in de late veertiende eeuw door William Montagu, tweede earl van Salisbury, geïnstalleerd. In het zuidoostelijke uiteinde van de zaal liet Isabella de Fortibus in 1270 een kapel optrekken, die gewijd was aan Sint-Pieter. De belendende kamers waren haar persoonlijke woonvertrekken, van waaruit ze missen door een loergat kon bijwonen. In de veertiende eeuw verving William Montagu het gewezen appartement van de gravin door het gebouw dat heden Constable’s Lodging heet. Op de eerste verdieping van dit bouwwerk kan men de slaapkamer van koning Karel I tijdens diens gevangenschap bezichtigen.
Rechts van de ingang tot het kasteeldomein staat de kapel van Sint-Nicolaas. Deze dateert uit 1904 en is een ontwerp van de architect Percy Stone. De voorgangers van deze kapel waren onafhankelijke parochiekerken binnen het domein van Carisbrooke Castle. Reeds in 1086 gewaagde het Domesday Book van een kapel op deze locatie, waarvan echter geen sporen meer te vinden zijn. Een in 1783 op dezelfde plek gebouwde kapel werd in 1856 gesloopt. Stones ontwerp was bedoeld als aandenken aan de 250ste verjaardag van de executie van Karel I; in het portiek staat dan ook een buste van de koning, wellicht van de hand van Bernini. Na de Eerste Wereldoorlog werden tussen de ramen de namen van tweeduizend gesneuvelde soldaten van het eiland Wight gebeiteld, onder wie prinses Beatrice’ zoon Maurits van Battenberg.
Ten westen tegenover de kapel liggen de ruïnes van het huis van George Carey, neef van Elizabeth I van Engeland en kapitein van het eiland Wight. Deze elegante residentie werd tussen 1584 en 1586 tegen de westelijke gording aanleunend opgetrokken en bezat twee erkers, die van de grond tot aan het dak reikten. Het bouwwerk tussen het huis van Carey en de ridderzaal, eveneens een bouwval, behoorde tot het appartment van gravin Isabella en had op de eerste verdieping een glazen raam, hetgeen in de dertiende eeuw nog een prestigieus luxeobject was. Ten noorden daarvan is een ander raam te zien, waaruit Karel I een tweede maal tevergeefs poogde te ontsnappen.
Het waterputhuisje staat centraal op de binnenplaats. Deze waterput werd geboord nadat die in de donjon in 1136 was opgedroogd. Hij is 49 meter diep en er staat nog steeds circa 12 meter water in. Het huidige huisje werd door George Carey gebouwd en bevat een waterrad waarin ezels of paarden liepen om wateremmers uit de put te hijsen. Aangezien het kasteel op de waterleiding is aangesloten, worden deze ezels in de eentwintigste eeuw uitsluitend nog voor demonstratiedoeleinden gebruikt.
Andere bouwsels op het terrein zijn twee veertiende-eeuwse stenen huisjes, die ter ondersteuning van de donjon ten oosten van de motte werden gebouwd. Hierin is een tearoom ondergebracht. Het bowlingveld ten oosten van het kasteel werd als vertier voor Karel I aangelegd op een van de aardeophopingen die oorspronkelijk om het kasteel waren aangebracht om kanonskogels op te vangen. De ruimte bezuiden de Sint-Nicolaaskapel is sedert de twaalfde eeuw een tuin.

## Geschiedenis

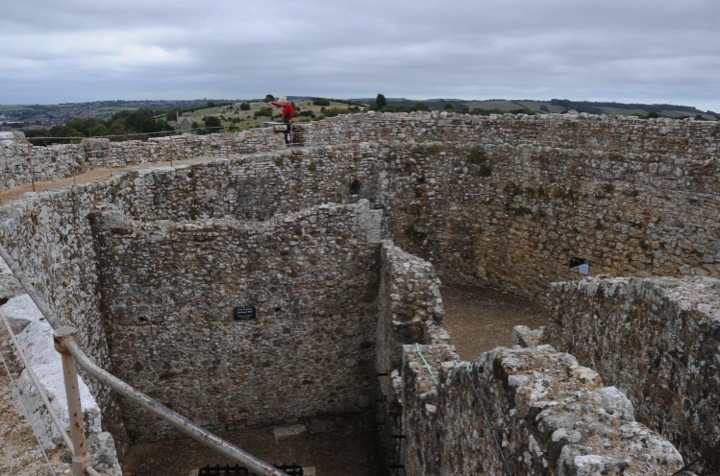
De donjon

Tijdens opgravingen op de heuvel kwam een Saksische begraafplaats uit de zesde eeuw aan het licht, die waarschijnlijk bij een dorp aan de voet van de heuvel behoorde. De eerste permanente vestiging op de heuveltop was echter een versterkt fort van het koninkrijk Wessex ter verdediging tegen de Vikingen in de late tiende eeuw. In deze periode bevond de ingang tot het domein zich aan de oostelijke zijde.
Na de Normandische verovering van Engeland in 1066 schonk Willem de Veroveraar het eiland Wight aan zijn neef William FitzOsbern, die op het Angelsaksische fort een eerste kasteel van hout en aarde bouwde. De koning nam het kasteel terug in handen nadat FitzOsberns erfgenaam tegen hem in opstand was gekomen, waardoor Carisbrooke Castle tot het jaar 1100 kroonbezit was.

### Middeleeuwen en renaissance
Het koningschap van Hendrik I werd betwist door zijn broer Robert Curthose. Om zijn aanhang te versterken, beloofde Hendrik het eiland Wight aan zijn volgeling Richard de Redvers, in ruil voor politieke steun. De familie Redvers bleef eigenaar van het kasteel tot 1293. Richard en zijn zoon Baldwin de Redvers bouwden de donjon van Carisbrooke Castle uit tot een stenen burcht. Tijdens de Anarchie steunde Baldwin echter keizerin Mathilde ten nadele van koning Stefanus, waarna Stefanus het kasteel belegerde. Door het opdrogen van de waterput in de donjon verloor Baldwin het kasteel en moest hij zich anno 1136 te Southampton formeel aan Stefanus overgeven. Hij kreeg zijn landerijen pas in 1153 terug.
Isabella de Fortibus was een afstammeling van Baldwin de Redvers. Zij was een van de rijkste landeigenaren in het Engeland van de dertiende eeuw en oefende — zeker voor een vrouw uit die periode — een buitengewone macht en invloed uit. De gravin erfde Carisbrooke Castle in 1263 en verdedigde agressief haar belangen door talrijke rechtszaken te voeren. De in de eenentwintigste eeuw nog zichtbare plattegrond van het kasteel stamt grotendeels uit de tijd van haar bewind. Isabella was de laatste telg van haar geslacht. Op haar sterfbed liet ze Carisbrooke Castle na aan koning Eduard I.
Tijdens de Honderdjarige Oorlog werd het eiland Wight zesmaal door de Fransen geplunderd. Een belegering van Carisbrooke Castle in 1377 eindigde naar verluidt met een aftocht door de Fransen tegen betaling, nadat hun aanvoerder vanuit het kasteel door een boogschutter was gedood. Daar dit verhaal pas twee eeuwen later werd opgetekend, valt de geloofwaardigheid ervan niet te achterhalen. De geschiedenis van het kasteel in de veertiende en vijftiende eeuw is slecht gedocumenteerd. Er werd klaarblijkelijk vooral aandacht besteed aan versterkingen tegen militaire aanvallen. In de veertiende eeuw kreeg de donjon een eigen poortgebouw. Anthony Woodville, kasteelheer van 1467 tot 1483, voerde renovaties uit.
Onder Hendrik VIII deed Carisbrooke Castle hoofdzakelijk dienst als opslagplaats voor munitie. Toen George Carey in 1583 de kasteelheer werd, bouwde hij het uit tot een verdedigingsbolwerk tegen de Spaanse invasiedreiging. Hij gaf de Italiaanse ingenieur Federico Gianibelli de opdracht het kasteel tot een artilleriefort om te bouwen. Tussen 1597 en 1602 werden om de burcht heen vijf bolwerken met batterijen opgetrokken. Deze versterkingen werden nooit in een militaire confrontatie ingezet.

### Gevangenschap van Karel I

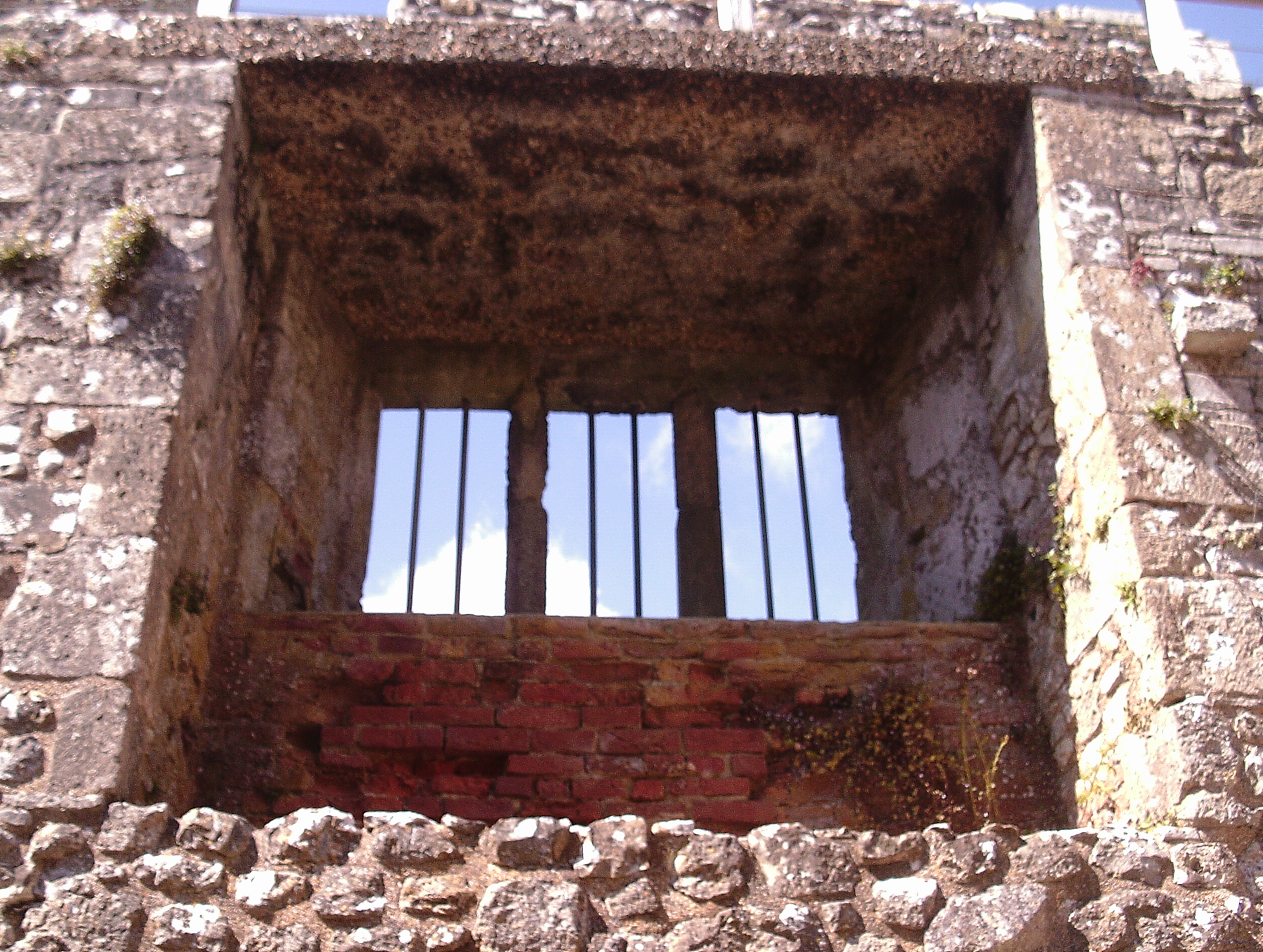
Het raam waaruit Karel I op 28 mei 1648 wilde ontsnappen

Op 22 november 1647 werd Karel I vanuit Titchfield in Hampshire naar Carisbrooke Castle overgebracht. Kolonel Robert Hammond, de gouverneur van het eiland, had hiermee ingestemd, niettegenstaande zijn plichten tegenover Oliver Cromwell; zijn oom, Dr. Hammond, was een vertrouweling van Karel geweest en Hammond leek een zekere sympathie voor de koning te hebben. De royalisten John Ashburnham en baron John Berkeley poogden de kolonel ertoe te dwingen, zijn woord te geven dat hij eventuele orders van het parlement om de koning uit te leveren zou negeren, wat Hammond echter weigerde omdat hij maar ‘een ondergeschikte officier’ was. Desalniettemin werd Karel met veel respect en plichtplegingen op Carisbrooke Castle ontvangen. Bijna een jaar lang hield kolonel Hammond de koning met veel tegenzin gevangen op het kasteel. Vanuit Carisbrooke Castle onderhandelde Karel I met de Schotten en in het geheim met de Ieren.
Karel ondernam twee ontsnappingspogingen tijdens zijn gedwongen verblijf op Carisbrooke. Op 20 maart 1648 trachtte hij uit het raam van zijn slaapkamer te klimmen, maar kwam klem te zitten tussen de metalen staven. Hierop werd hij naar een andere kamer tegen de noordelijke gording verplaatst, die een hooggelegen raam had. Een tweede ontsnappingspoging op 28 mei 1648 was echter verraden, waarna extra wachten onder zijn raam waren geplaatst.
Op 6 september 1648 werd Karel van het kasteel naar de stad Newport overgeplaatst om opnieuw met zijn vijanden te onderhandelen. Een officieus ‘verdrag van Newport’ op 18 september, waarin hij tot een vergelijk met de presbyterianen trachtte te komen, draaide op niets uit. Hiermee kwam een eind aan de onderhandelingen en werd Karel naar Londen vervoerd, alwaar hij terechtstond en op 30 januari 1649 geëxecuteerd werd.
Twee van Karels kinderen bleven ook na zijn terechtstelling gevangen in het kasteel. Zijn dochter prinses Elizabeth overleed op 8 september 1650 aan tuberculose in Carisbrooke Castle. Later liet koningin Victoria te harer gedachtenis een marmeren monument in de lokale Sint-Thomaskerk oprichten. Het museum in het kasteel bewaart verschillende artefacten die aan Karel en zijn kinderen toebehoorden.

### Woning van prinses Beatrice

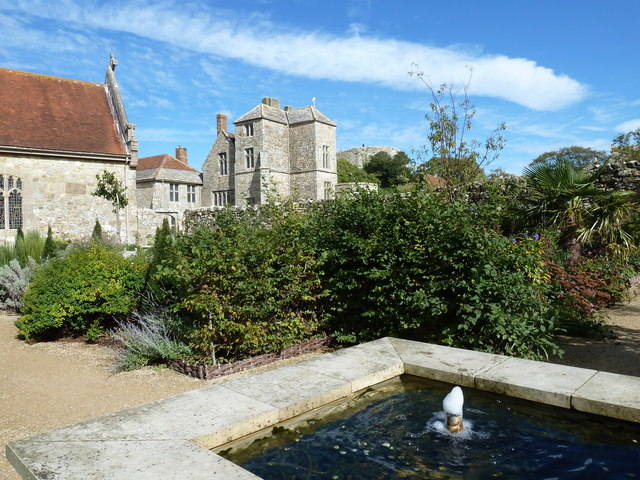
De tuin van prinses Beatrice

In de loop van de achttiende eeuw boette Carisbrooke Castle aan belang in. Ofschoon de dreiging van een invasie vanuit Frankrijk bleef bestaan, werd nu het eiland Wight zelf versterkt, waardoor de burcht hoofdzakelijk een residentie voor de gouverneur werd. Baron John Cutts liet, als bestuurder van Wight, in de oude Sint-Pieterskapel een traphal aanbrengen en verplaatste de mezzanine naar de Constable’s Lodging. Tegen 1723 waren het huis van Carey en de belendende gebouwen gesloopt. Ook het dak van het poorthuis werd in deze periode verwijderd. Tegen het midden van de negentiende eeuw was Carisbrooke Castle geen residentie meer; de burcht werd nog slechts door een conciërge bewoond.
In 1856 nam het Office of Works, de voorloper van English Heritage, het beheer van het kasteel over. De Londense architect Philip Hardwick restaureerde de ramen van de Constable’s Lodging naar middeleeuwse voorbeelden en sloopte de Sint-Nicolaaskapel. Beatrice van Saksen-Coburg, jongste dochter van koningin Victoria, huwde in 1885 met prins Hendrik Maurits van Battenberg en woonde met hem in Osborne House. Hendrik was door Victoria tot gouverneur van Wight benoemd en na zijn dood in 1896 nam Beatrice die functie over. Het eerste museum van het eiland Wight, dat aan de nagedachtenis van prins Hendrik was gewijd maar hoofdzakelijk over Karel I ging, bevond zich in het door Percy Stone gerestaureerde poortgebouw en werd in 1898 door haar geopend. Toen de laatste adjunct-gouverneur van Wight in 1913 stierf, besloot Beatrice als bestuurder van het eiland haar intrek in het kasteel te nemen en daarmee deze oude traditie nieuw leven in te blazen. Zij woonde er tot 1938.
Carisbrooke Castle Museum ontstond in 1944 na de dood van prinses Beatrice en wordt beheerd door een afzonderlijke trust, die losstaat van English Heritage. Tijdens archeologische opgravingen in de jaren twintig werd de muur om het Angelsaksische fort herontdekt. Op het domein werden stallen gebouwd om de ezels te huisvesten. De ezels waarmee de werking van het waterrad wordt gedemonstreerd, werken zes minuten per dag.

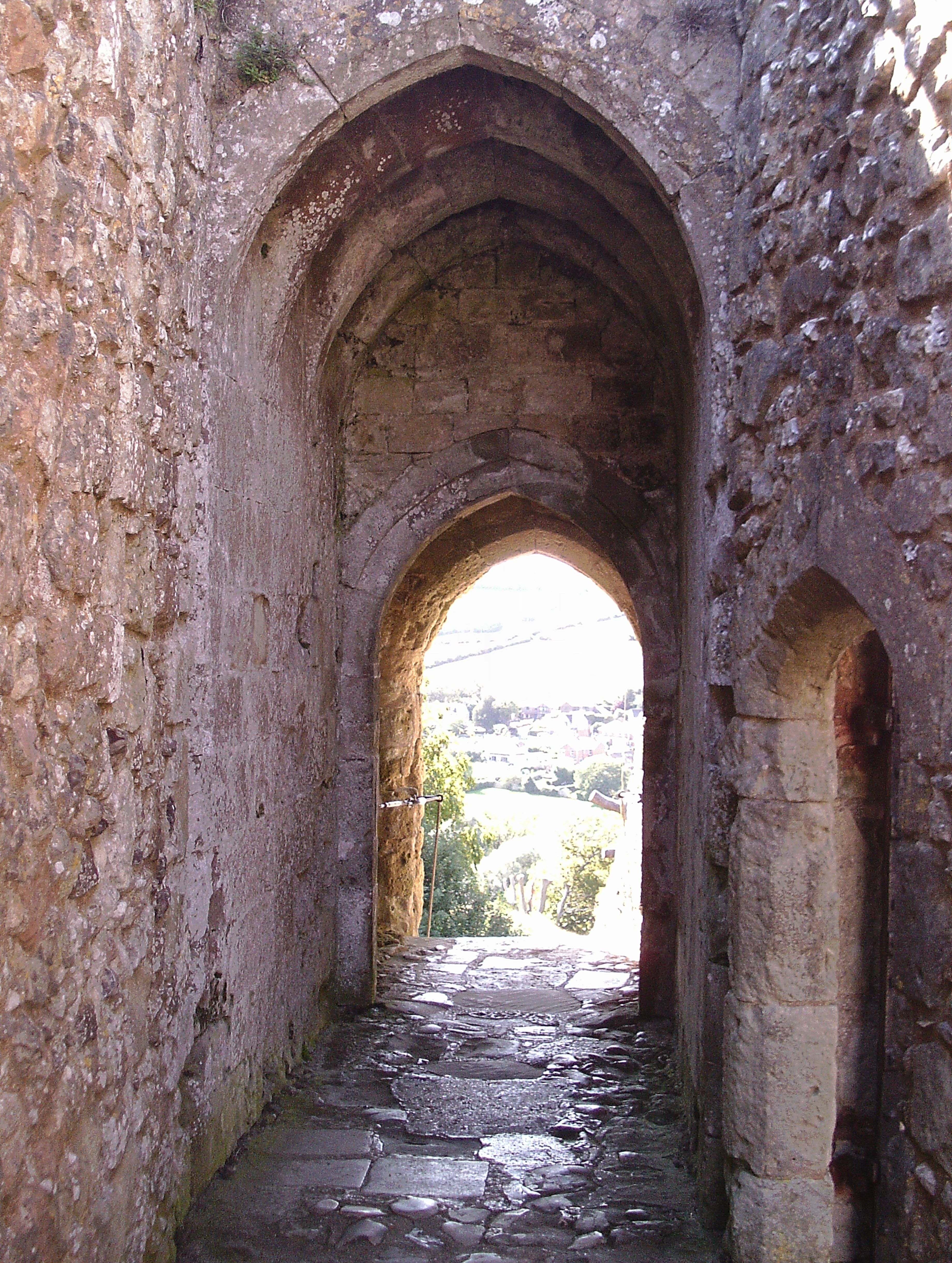
Poortgebouw van donjon
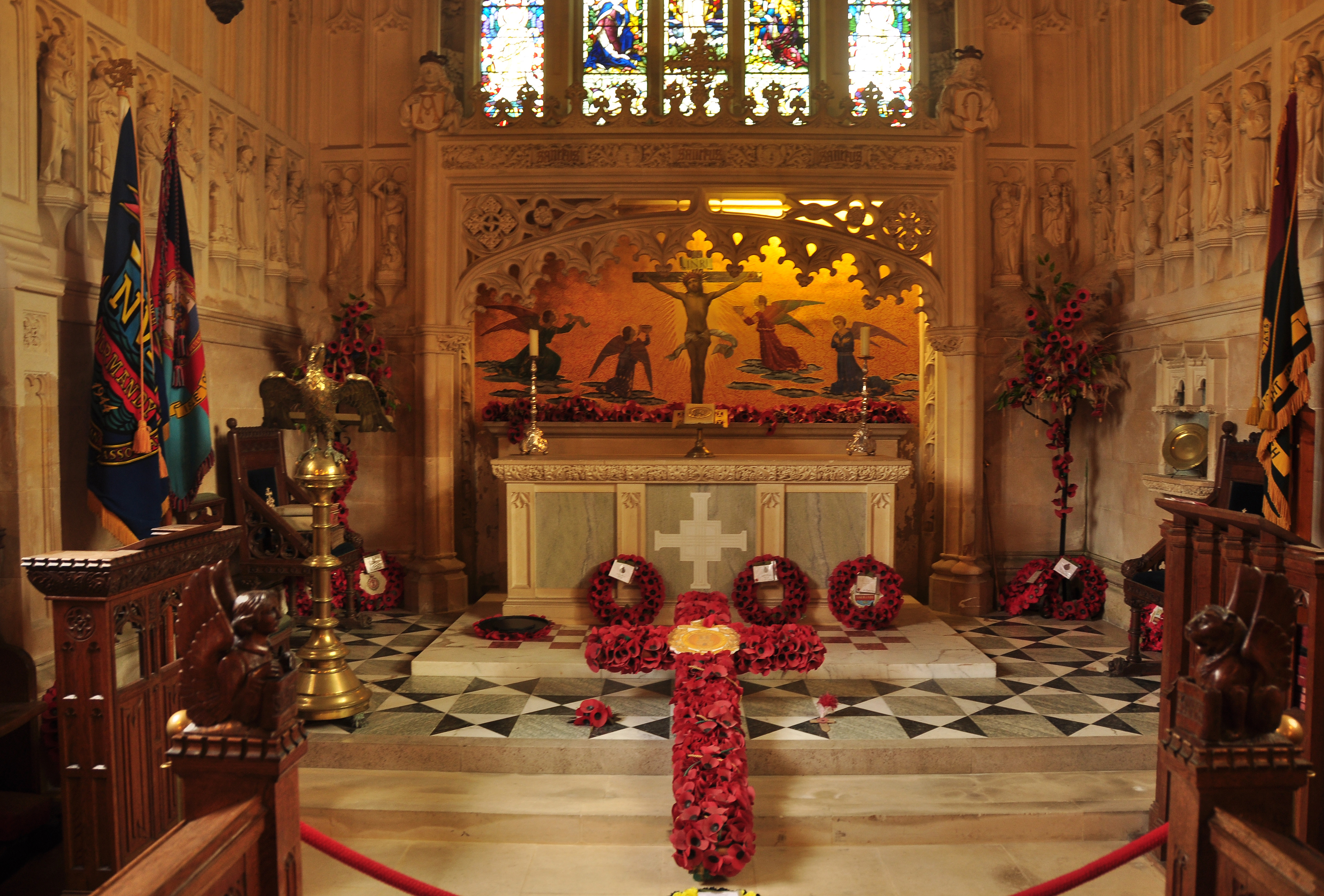
Sint-Nicolaaskapel
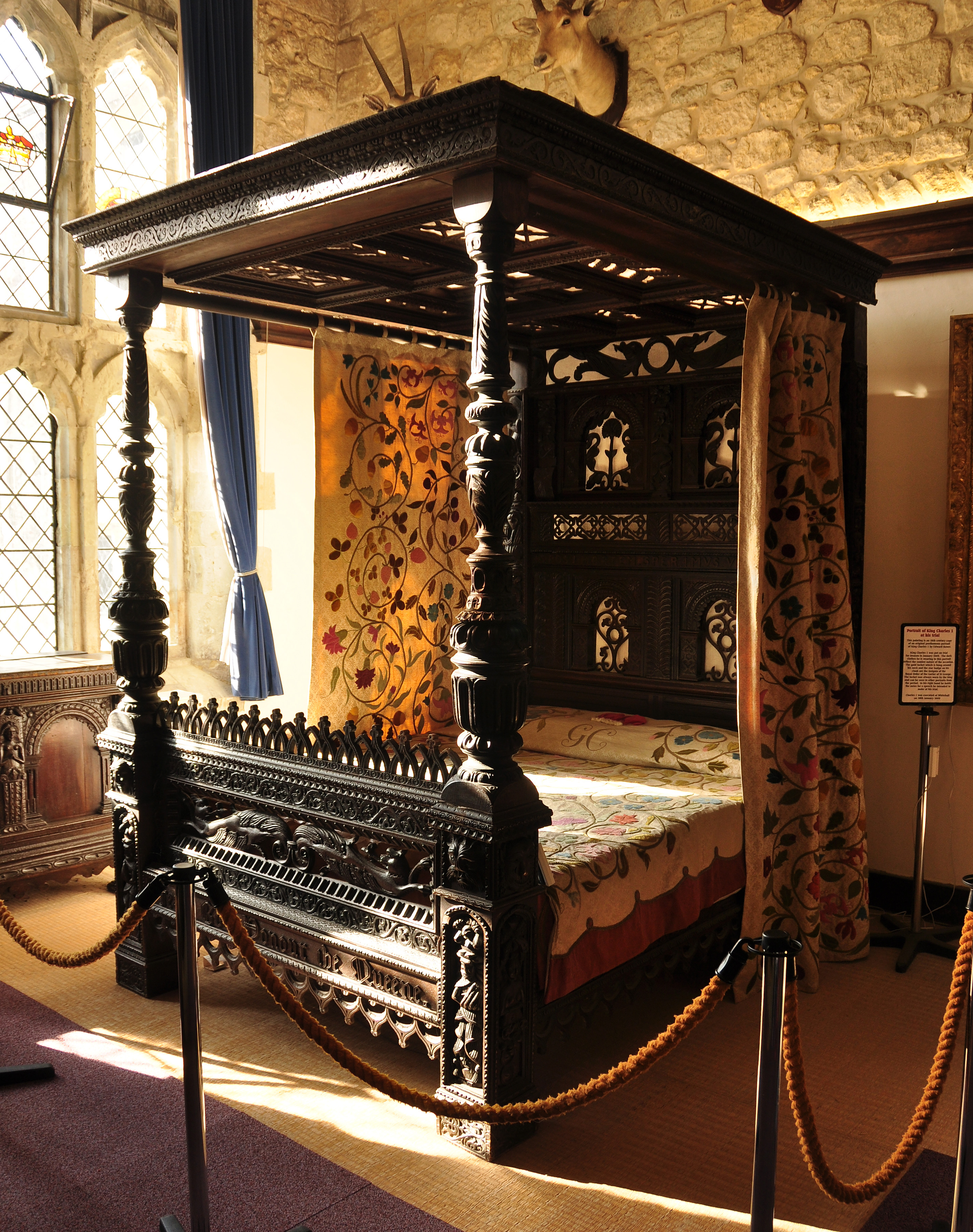
Slaapkamer van Karel I
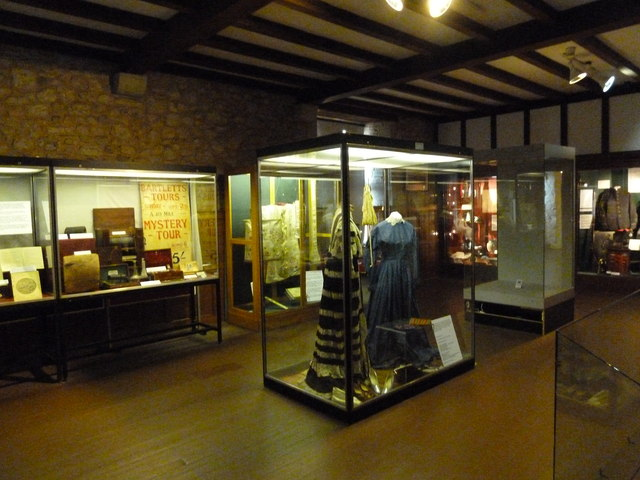
Carisbrooke Castle Museum
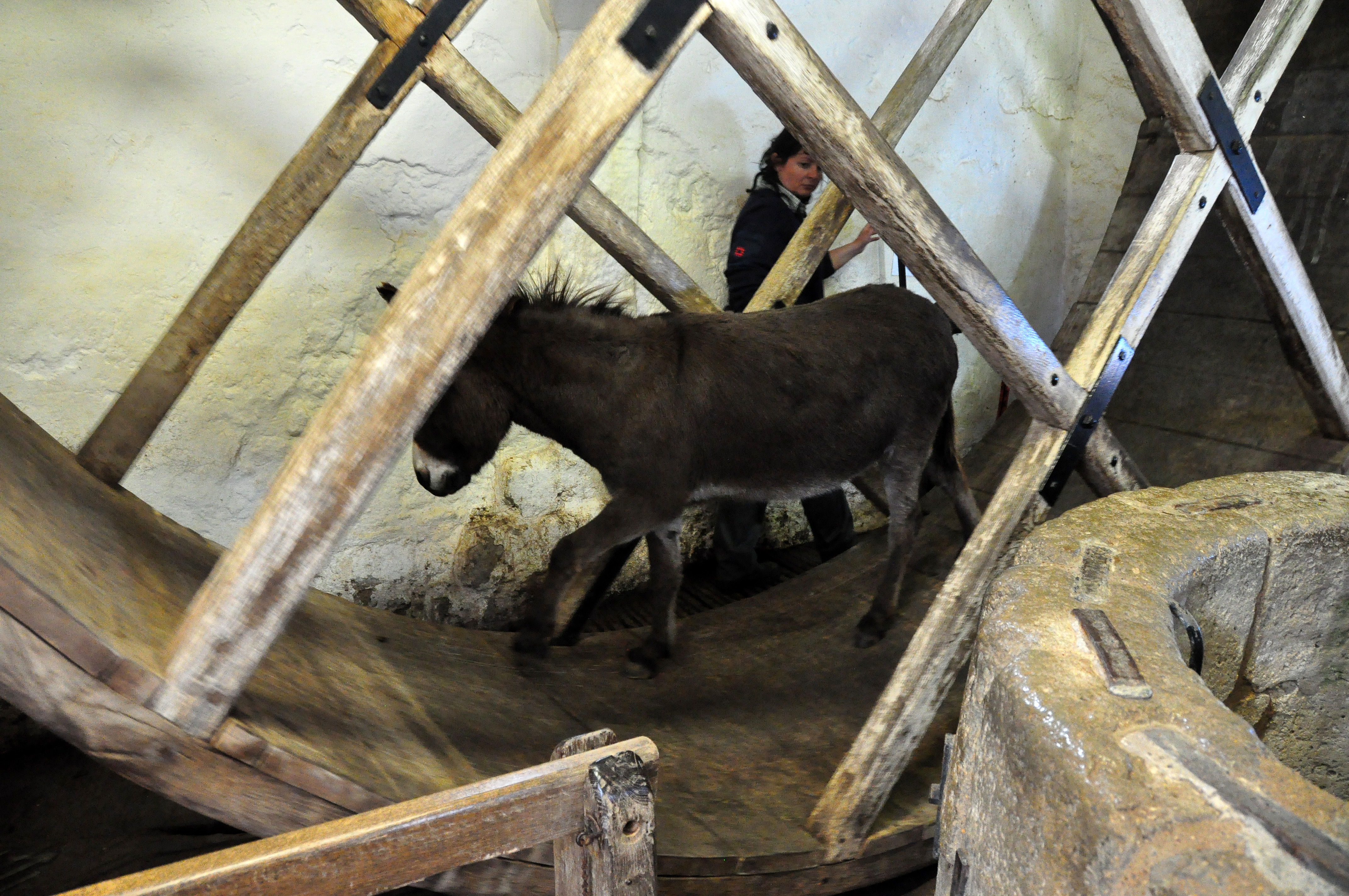
Ezel in het waterrad
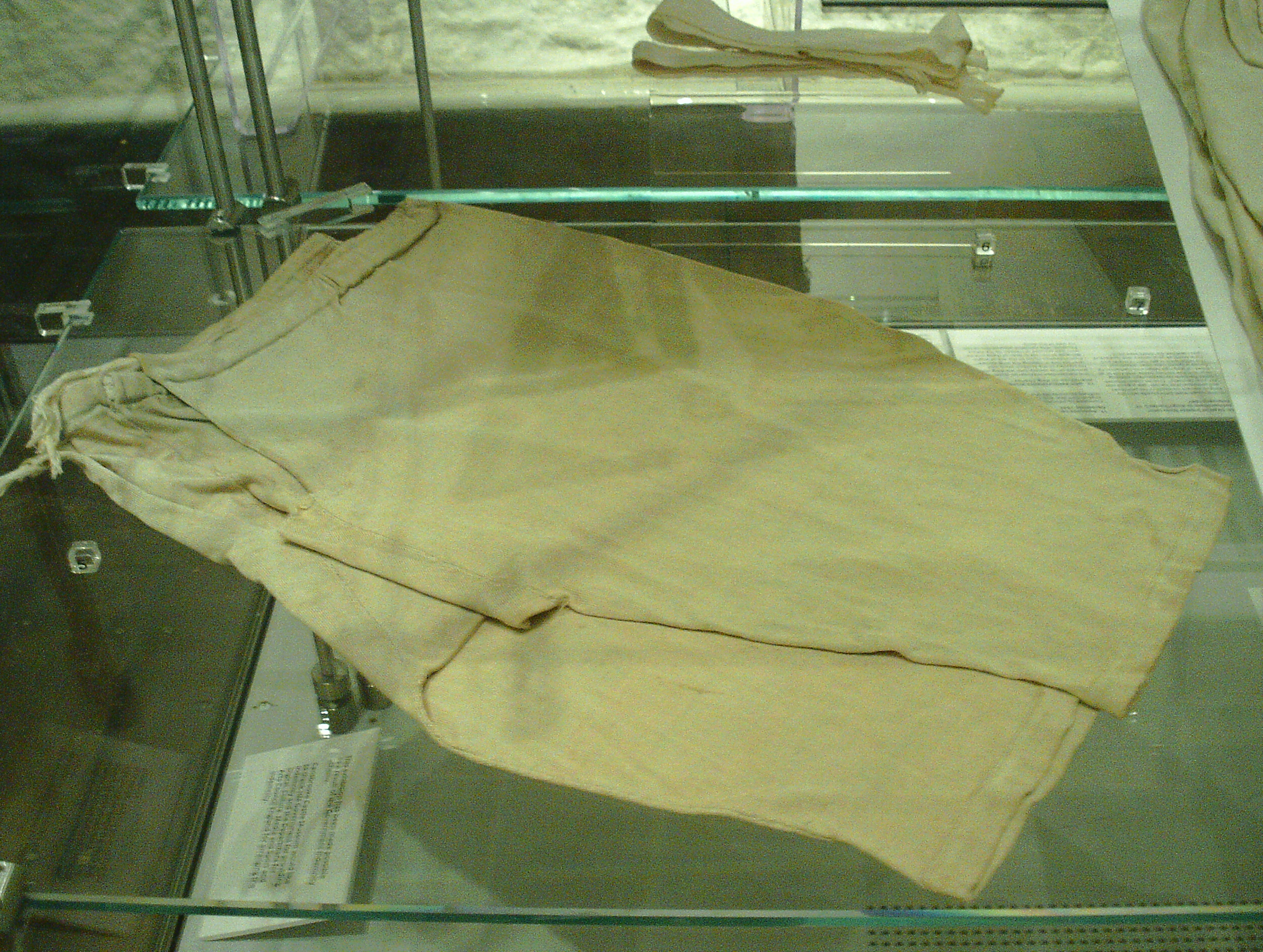
Onderbroek van Karel I
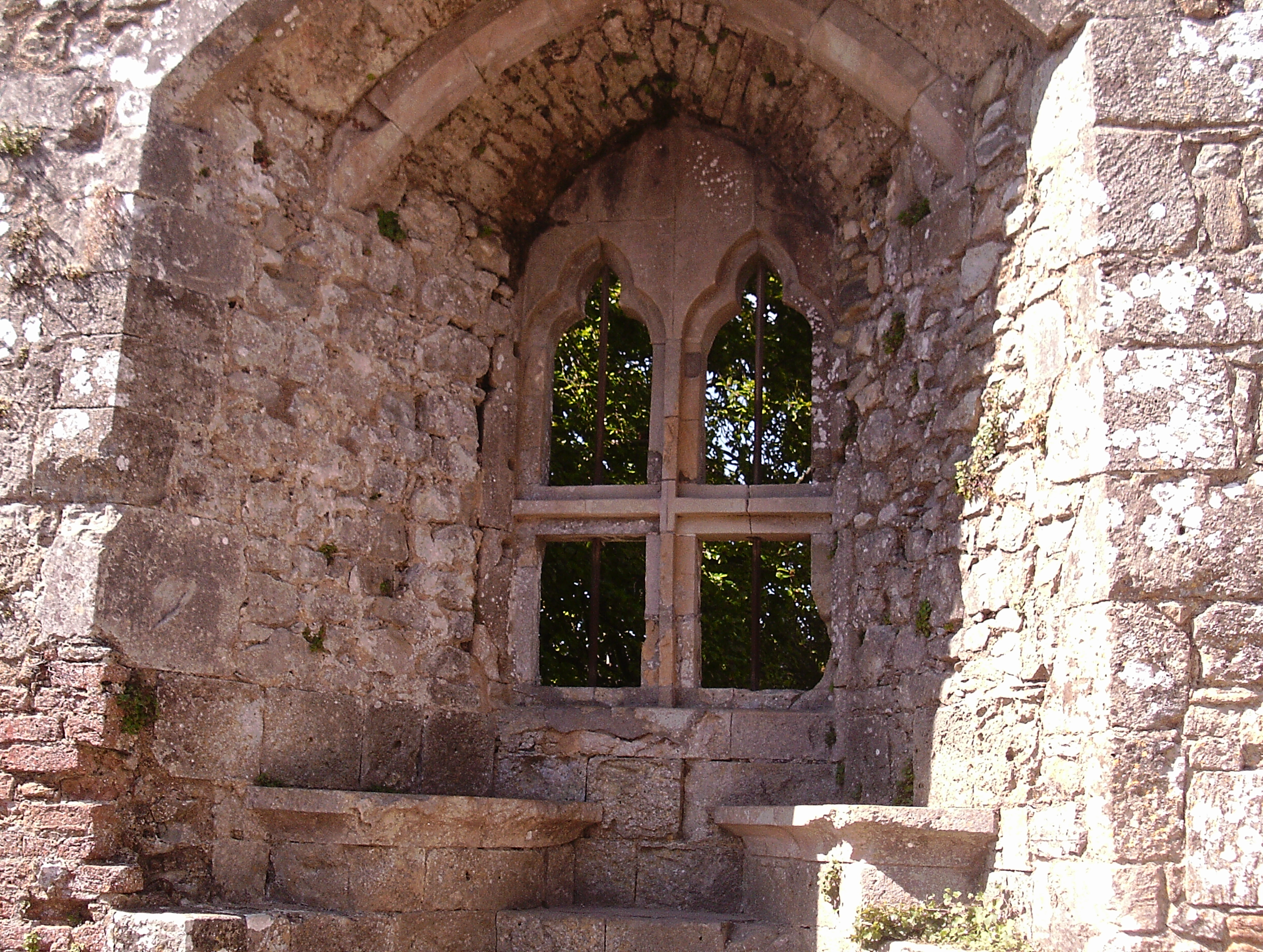
Raam van gravin Isabella
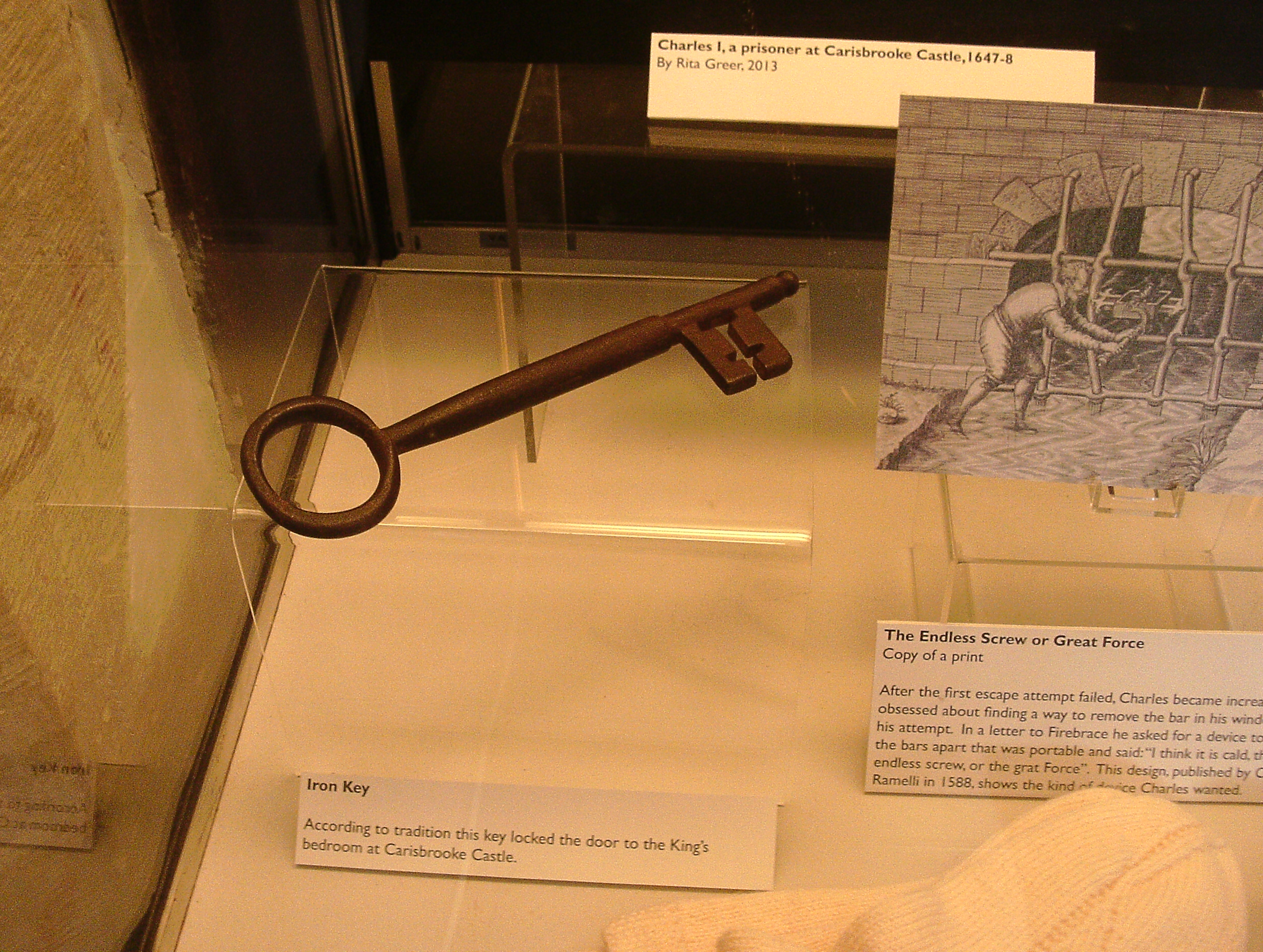
Sleutel van Karels slaapkamer
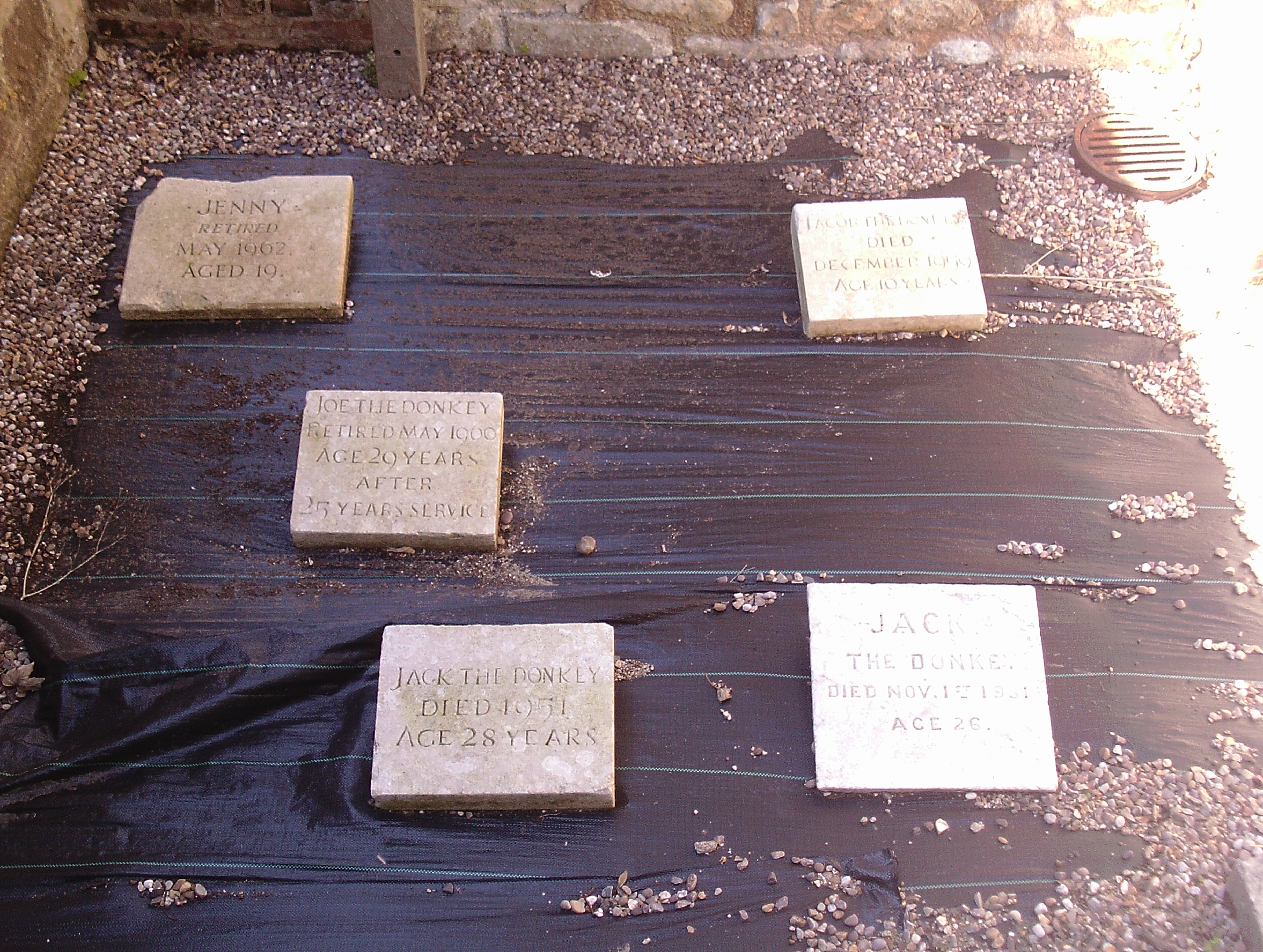
Ezelkerkhof